# Laboratoire Cavendish
Pour les articles homonymes, voir Cavendish.
Le laboratoire Cavendish (Cavendish Laboratory) est le département de physique de l'université de Cambridge. Il fait partie de l'école de sciences physiques. Il a ouvert en 1874 comme l'un des premiers laboratoires d'enseignement en Angleterre. Son nom honore Henry Cavendish, fameux physicien anglais de la fin du XVIIIe siècle.
En 2005, 29 chercheurs du laboratoire avaient gagné un prix Nobel. Parmi les découvertes notables au laboratoire, on peut citer la découverte de l'électron, la découverte du neutron et la mise en évidence de l'ADN.

## Histoire

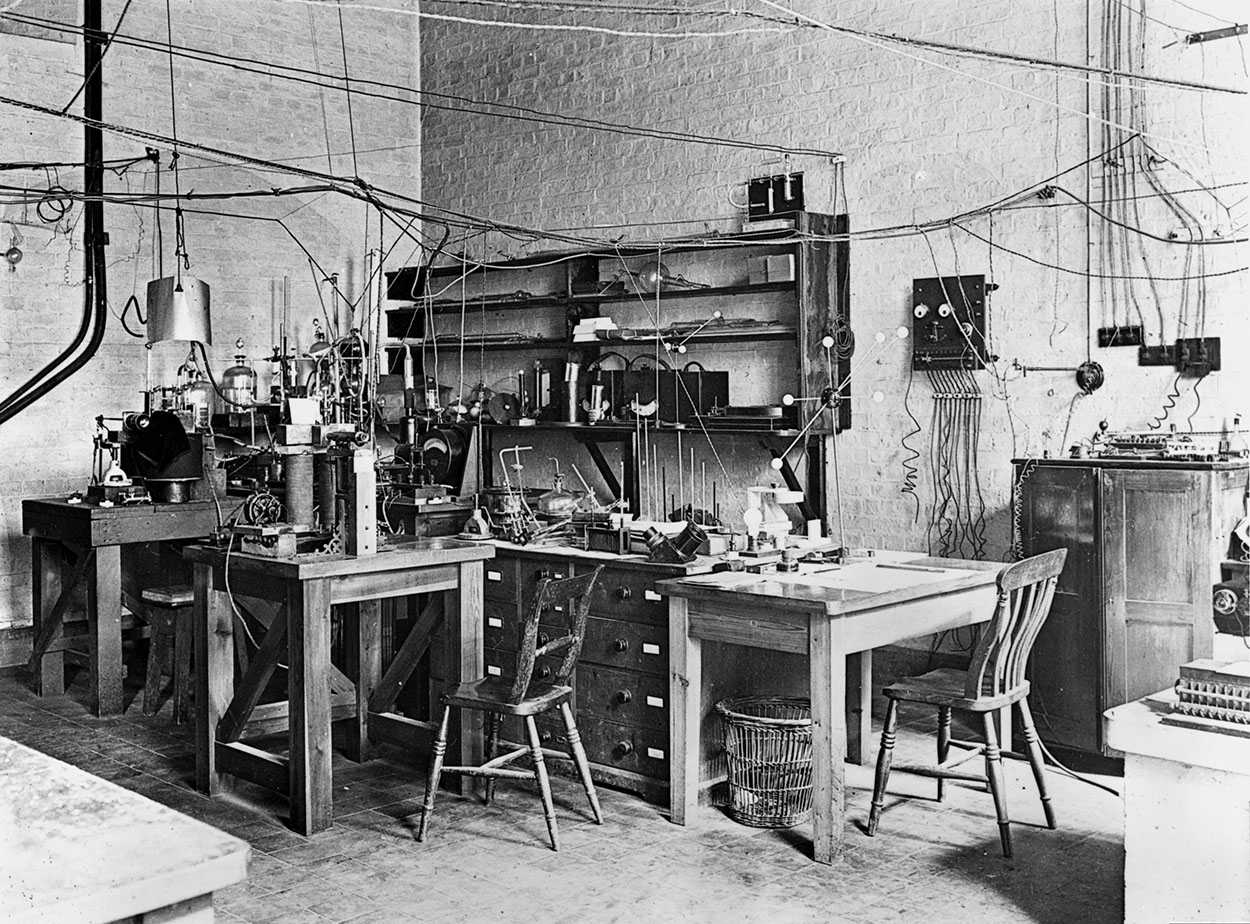
Laboratoire de physique d'Ernest Rutherford au début du XXe siècle.

Le laboratoire Cavendish est initialement situé dans les locaux du New Museums Site (en), sur la Free School Lane, au centre de la ville de Cambridge en Angleterre. Il est nommé en l'honneur du chimiste et physicien britannique Henry Cavendish pour souligner ses contributions à la science et son parent William Cavendish, qui a occupé le poste de chancelier de l'université et a donné de l'argent pour la construction du laboratoire.

## Chercheurs renommés
Parmi les chercheurs renommés qui y ont travaillé :
- Joseph John Thomson[5] remplaça Lord Rayleigh à la tête du laboratoire en 1884, travailla sur le tube cathodique et permit la découverte de la  première particule, l'électron en 1897.
- Hugh Callendar, inventeur du thermomètre à résistance de platine (1886)
- Ernest Rutherford[6], ennobli par son prix Nobel de chimie (1908) pour avoir identifié le rayonnement alpha, éclaircit la composition du noyau atomique, dirigea le laboratoire de 1919 à sa mort en 1937.
- William Lawrence Bragg y mit au point l'analyse cristallographique par diffractométrie de rayons X, prix Nobel de physique 1915.
- Charles Thomson Rees Wilson construisit la première chambre à brouillard vers 1912 et obtint le prix Nobel de physique en 1927.
- Francis William Aston y inventa le spectrographe de masse et obtint le prix Nobel de chimie en 1922,
- James Chadwick y découvrit le neutron qui lui valut le prix Nobel de physique en 1935.

Le physicien américain Robert Oppenheimer, futur « père de la bombe atomique », y a étudié quelques mois sous la supervision de Joseph John Thomson. Ann Horton a été la première femme professeur en 1935. 
Plus récemment, James Watson et Francis Crick ont déterminé en 1953 la structure en double hélice de l'ADN après de nombreux tâtonnements et grâce notamment à la diffractométrie de rayons X, principalement basés sur les résultats de Rosalind Franklin. Cette découverte leur valut le prix Nobel de physiologie ou médecine avec Maurice Wilkins.
Il possède une très grande bibliothèque sur la physique, la bibliothèque Rayleigh (Rayleigh Library)